# George Davidson (Leichtathlet)

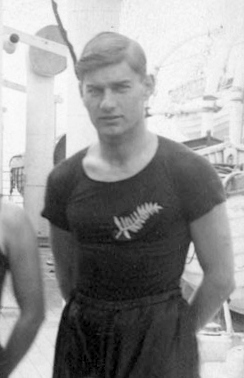
George Davidson, 1920

George Davidson (* 8. Oktober 1898 in Auckland; † 25. September 1948 in Piopio, Waitomo District) war ein neuseeländischer Sprinter.
Bei den Olympischen Spielen 1920 in Antwerpen wurde er Fünfter über 200 m und erreichte über 100 m das Viertelfinale.

## Persönliche Bestzeiten
- 100 Yards: 9,8 s, 17. Januar 1920, Wellington
- 220 Yards: 22,0 s, 25. Februar 1922, Wellington (entspricht 21,9 s über 200 m)